# NGC 3995
NGC 3995 ist eine spiralförmige Radiogalaxie mit ausgedehnten Sternentstehungsgebieten vom Hubble-Typ SBm im Sternbild Großer Bär am Nordsternhimmel. Sie ist schätzungsweise 145 Mio. Lichtjahre von der Milchstraße entfernt und hat einen Durchmesser von etwa 55.000 Lichtjahren. Gemeinsam mit NGC 3991 und NGC 3994 bildet sie das Galaxientrio Arp 313 oder Holm 309.
Halton Arp gliederte seinen Katalog ungewöhnlicher Galaxien nach rein morphologischen Kriterien in Gruppen. Dieses Galaxientriplett gehört zu der Klasse Gruppen von Galaxien.
Im selben Himmelsareal befinden sich u. a. die Galaxien NGC 3966, IC 2978, IC 2979, IC 2981.
Die Supernovae SN 1988ac (Typ-Ib/c?) und SN 2000ez (Typ-II) wurden hier beobachtet.
Das Objekt wurde am 5. Februar 1864 Heinrich d’Arrest entdeckt.

## NGC 3995-Gruppe (LGG 259)
| Galaxie   | Alternativname | Mio. Lj |
| --------- | -------------- | ------- |
| NGC 3935  | PGC 37183      | 139     |
| NGC 3986? | PGC 37544      | 145     |
| NGC 3995  | PGC 33871      | 129     |
| NGC 3991  | PGC 37613      | 143     |
| NGC 3994  | PGC 37616      | 138     |
| IC 2973   | PGC 37308      | 144     |
| NGC 3966  | PGC 37544      | 146     |
| IC 2978   | PGc 37515      | 144     |
| IC 2979   | PGC 37559      | 140     |
| PGC 37421 | UGC 6892       | 141     |
| PGC 34412 | MCG +6-26-54   | 144     |